# بیان محمودی
بیان محمودی یک بازیکن فوتبال پیشین ایرانی است که در پست مهاجم بازی می‌کرده‌است. او عضو تیم ملی فوتبال زنان ایران بوده‌است.و اکنون در سال ۲۰۲۴ سرمربی تیم بانوان سپاهان در لیگ برتر فوتبال میباشد